# Eudaimonisma batchelorella
Eudaimonisma là một chi bướm đêm thuộc họ Crambidae. Chỉ này chỉ gồm một loài Eudaimonisma batchelorella, thường được tìm thấy ở Australia.